# Odi (Parini)
Le 25 (22 nella prima edizione) Odi furono scritte da Giuseppe Parini come poesia d'occasione in un ampio lasso di tempo che va dal 1758 al 1795.
La componente arcadica e quella illuministica confluiscono nell'adesione alla sensibilità neoclassica.

## Struttura
1. La vita rustica
2. La salubrità dell'aria
3. L'impostura
4. L'innesto del vaiuolo
5. Il bisogno
6. Il brindisi
7. Il piacere e la virtù
8. La primavera
9. L'educazione
10. La laurea
11. La musica
12. La recita de' versi
13. La tempesta
14. Le nozze
15. La caduta
16. Il pericolo
17. Piramo e Tisbe
18. Alceste
19. La magistratura
20. In morte del maestro Sacchini
21. Il dono
22. La gratitudine
23. Per l'inclita Nice
24. A Silvia
25. Alla Musa

## Contenuto e fasi compositive

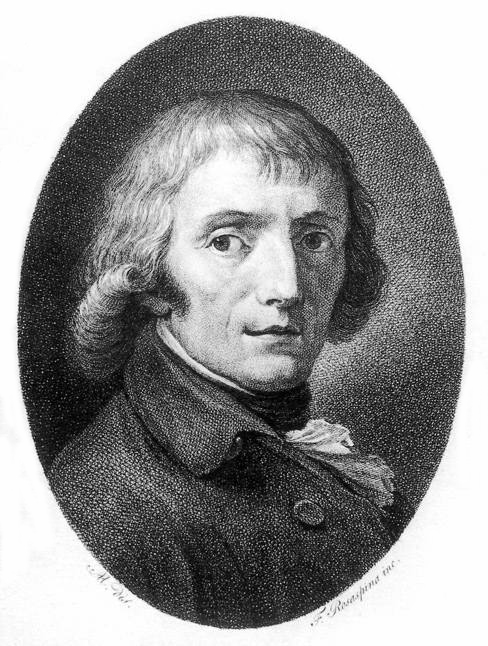
Giuseppe Parini

Le Odi sono raggruppabili in base ai contenuti, corrispondenti alle tre diverse fasi compositive.
La prima fase giunge agli anni settanta. È caratterizzata da una forte componente sociale, in cui la visione del Parini, fondamentalmente classicista, si fonde con riflessioni sul "come" si vive. Tra queste vanno ricordate:
- L'innesto del vaiuolo (1765),
- Il bisogno (1766),
- La vita rustica (1758 circa).
- L'educazione (1764) dedicata a Carlo Imbonati.

La seconda fase ha soprattutto un indirizzo educativo, e possiamo collocare l'inizio di questa fase nel 1777 circa, con La laurea. Ma è La caduta a rappresentare il vero emblema della poesia del Parini: il poeta vecchio e malandato cade, un passante lo raccoglie e gli suggerisce di comportarsi più servilmente con i potenti che lo hanno lasciato solo. Il poeta, sdegnato, rifiuta di piegare la testa.
La terza fase è invece prettamente neoclassica, l'animo nobile e la dignità del ruolo del poeta sono al centro delle odi, intrise di bellezza antica, erotismo, sentimenti, che appaiono al poeta, illuminate da una luce calda e ferma che finalmente mostra al poeta ciò che egli ama ma che non riesce a vivere fino in fondo. Qui, in questa fase, l'uomo Parini, non solo poeta e sacerdote, educatore e giudice, esce fuori e si ritrova in tre odi dedicate a tre donne amate dall'ormai vecchio poeta:
- Il pericolo (1787) per Cecilia Tron,
- Il dono (1790) per Paola Castiglioni,
- Per l'inclita Nice (1793), nota anche come Il messaggio per Maria di Castelbarco.

## Fortuna dell'opera
Le Odi divennero ben presto un punto di riferimento per Foscolo e Manzoni, e sono diverse dal Giorno sia nella forma sia nei contenuti: le odi sono composte in versi brevi, settenari, secondo il modello delle poesie arcadiche tipiche del Settecento, con una costruzione sintattica complessa voluta e in netta opposizione a una metrica leggera e cantabile, che invece tende a dare una rappresentazione pittorica della realtà.
Anche le tematiche affrontate sono diverse: nel Giorno il poeta è rigido, dilaniato da una tensione emotiva tra il voler ergersi a giudice di quell'aristocrazia sciatta e vuota che egli descrive (basta ricordare il Giovin Signore che perde tempo in gesti ripetitivi del mattino, in un tempo fisso, scandito dal vuoto, nel Mattino fino ad arrivare alla Galleria degli Imbecilli della Notte, in un'orgia di contatti, sfioramenti erotici e parole sussurrate) e avvertire la "gelosia" di non farne parte, forse animato dalla più normale tensione umana del non essere emarginato dal gruppo. Nelle Odi Parini qui non è un precettore cinico, ma ha un occhio discreto e descrittivo che mostra solo la vita per quella che è, nelle sue tematiche prettamente sociali, esaltando i valori positivi e indicando la strada per il raggiungimento del bene comune.